# Émile-Henry Tilmans
Émile-Henry Tilmans est un artiste peintre, dessinateur, graveur (eau-forte, gravure sur bois, gravure au burin, lithographie), illustrateur et modeleur belge né à Louvain en avril 1888. Il vécut rue de Saxe-Cobourg, 41 à Bruxelles puis au 42bis, rue d'Elbeuf à Rouen et est mort à Rouen en 1960. Il se fit d'abord connaître en Belgique sous son nom de naissance, Émile-Henry Tielemans, avant d'adopter en France cette seconde signature sous laquelle il est plus fréquemment évoqué.

## Biographie

### Famille
Émile Henri Tielemans est né à Louvain le 3 avril 1888 à quatre heures de l'après-midi. Sa mère, Marie Mathilde Tielemans, célibataire, était couturière, âgée de 28 ans, née à Louvain et y domiciliée rue de Saint-Martin n° 113. Celle-ci s'établira ensuite à Bruxelles où elle sera caissière. Elle était née à Louvain le 31 mars 1860 et ses parents, Joseph Henri Tielemans, né en 1839 à Beverloo, ouvrier tailleur, résidant à Louvain, et Jeanne Dimartinelli, née en 1839 à Louvain, l'avaient légitimée lors de leur mariage à Louvain en 1864.
Même si Henri Tielemans était né à Beverloo, les Tielemans sont une famille louvaniste et les registres paroissiaux notent déjà le baptême d'un premier ancêtre du nom au tout début du XVIIIe siècle. Du côté maternel, les Dimartinelli étaient établis depuis près d'un siècle et demi à Louvain, et descendent d'un musicien italien qui avait épousé une Gantoise vers 1658 et qui eut une postérité de musiciens. Le musicien Jacques Guillaume Di Martinelli vint s'établir à Louvain où il épousa une jeune femme de cette ville en 1714 et où il fit souche.

### En Belgique,Émile-Henry Tielemans

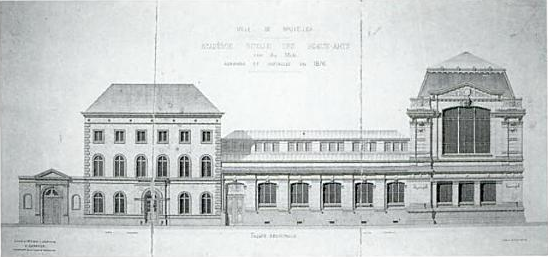
Académie royale des beaux-arts de Bruxelles

Émile-Henry Tielemans est successivement l'élève de l'Académie des beaux-arts de Louvain et l'Académie royale des beaux-arts de Bruxelles. À Bruxelles, il fréquente un cercle symboliste du nom de « La Guirlande », « exposant dans cet esprit des nus, des figures et des sujets d'inspiration orientale tirés des Contes des Mille et Une Nuits ».
En 1923 (une monographie lui est consacrée par Charles Conrardy l'année suivante), il fonde avec l'écrivain Henri Liebrecht le comité de la Gravure originale belge qui regroupe des artistes comme Dirk Baksteen (nl), Jan-Frans Cantré, Victor Stuyvaert (nl), Henri Van Straten, Eduard Pellens, Kurt Peiser, Walter Sauer, Ferdinand Giele, Louis Titz, Pierre Paulus, Maurice Langaskens, Armand Rassenfosse, Léon Buisseret, Albert Delstanche, Jules Grosfils, Charles Bernier, Arthur Greuell, Charles Michel, Albert Van Holsbeek, Victor Mignot et Walter Vaes. Il est ainsi co-organisateur en 1924-1925 des expositions du comité, lequel publiera, entre 1924 et 1939, onze albums d'eaux-fortes et de bois gravés par ses membres. C'est Émile-Henry Tielemans lui-même, souligne Céline de Potter, « qui établit clairement la connexion » entre la Gravure originale belge et le Salon de la Société de la gravure originale en noir qui se tient à Paris et auquel notre artiste participe entre 1923 et 1928.
On remarque également qu'Émile-Henry Tielemans co-dirige avec le metteur en scène et comédien Albert Lepage (1895-1966) le petit théâtre de l'hôtel Paul-Visschers, dans le quartier Louise de Bruxelles, vers 1926-1927.

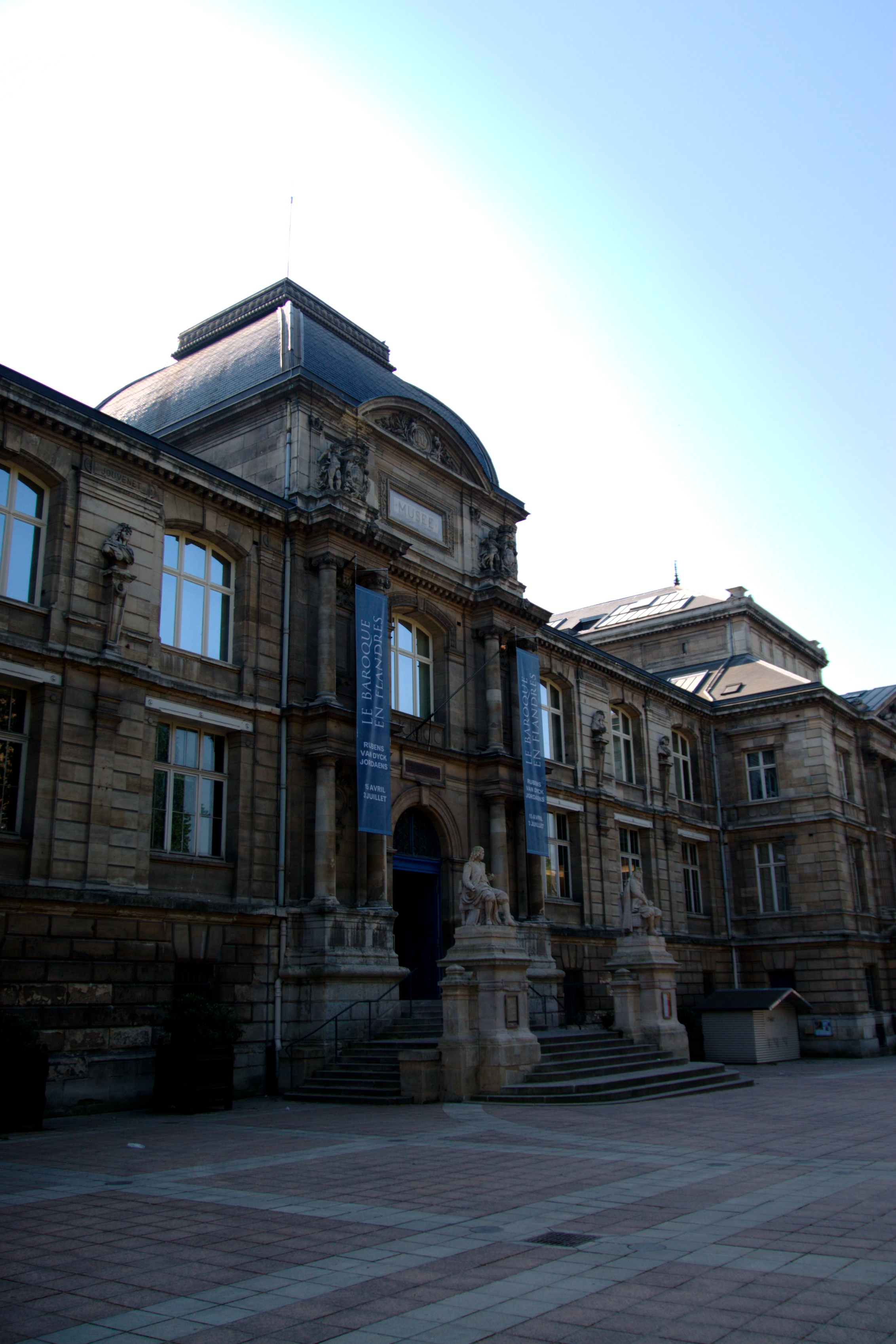
Le musée des beaux-arts, première relation de Tilmans à Rouen en 1916

### En France,Émile-Henry Tilmans
La toute première relation de Tielemans à la ville de Rouen remonte à novembre 1916 où l'on note sa participation avec la peinture titrée La Dame à la violette, datée de 1916, à l'exposition de peintres belges et normands pour leurs mutilés, au musée des beaux-arts qui, après l'exposition, conservera dans ses collections l'œuvre présentée.
En 1940, l'artiste qui va dorénavant se faire appeler Émile-Henry Tilmans s'installe définitivement à Rouen où la Seconde Guerre mondiale va lui inspirer « des gravures d'inspiration sociale, avec des sujets comme Rouen, la fierté dans les ruines, Exode, Les Rescapés, Les Pendus, Les Sinistrés ».
En tant que peintre - ses supports sont la toile, l'isorel, le carton et le cuivre -, « il se consacre à de larges compositions figuratives d'une expression violente ». En tant que graveur, « son œuvre, marquée à ses débuts par une eau-forte incisive et des paysages violemment jetés sur le cuivre, évolue ensuite vers des sujets décoratifs souvent colorés où la figure féminine tient une grande place, avec notamment des sujets gravés sur bois, proches du symbolisme belge ou destinés à illustrer Mallarmé ». On trouve également dans son œuvre des créations d'ex-libris.
Une part de son œuvre, datée de 1955, énonce un séjour en Tunisie (Gosse tunisien, peinture ; Mendiante à Tunis, dessin).

## Œuvre

### Contributions bibliophiliques

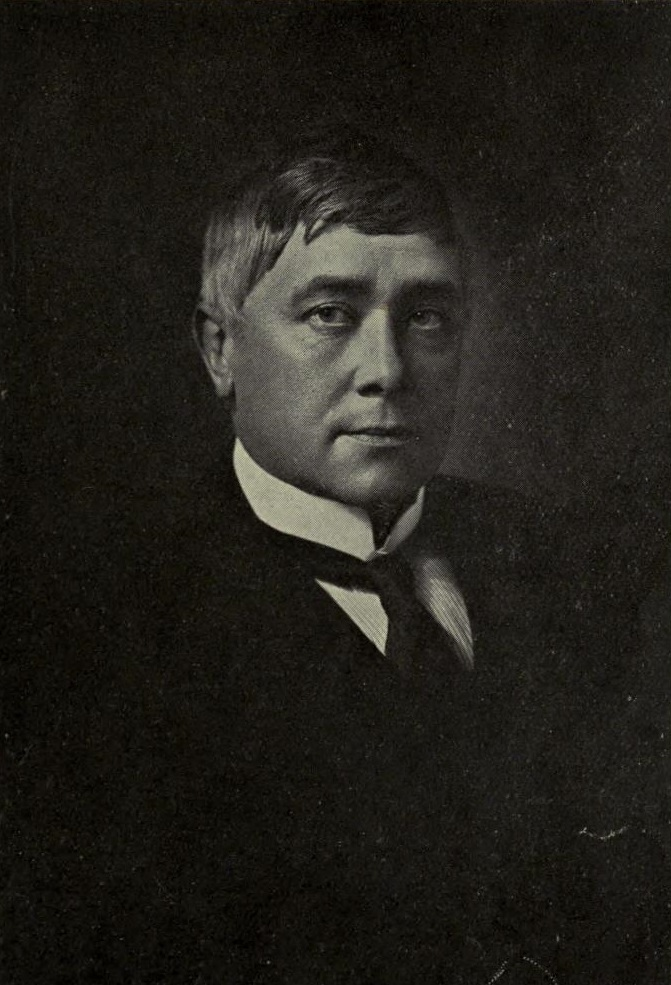
Maurice Maeterlinck

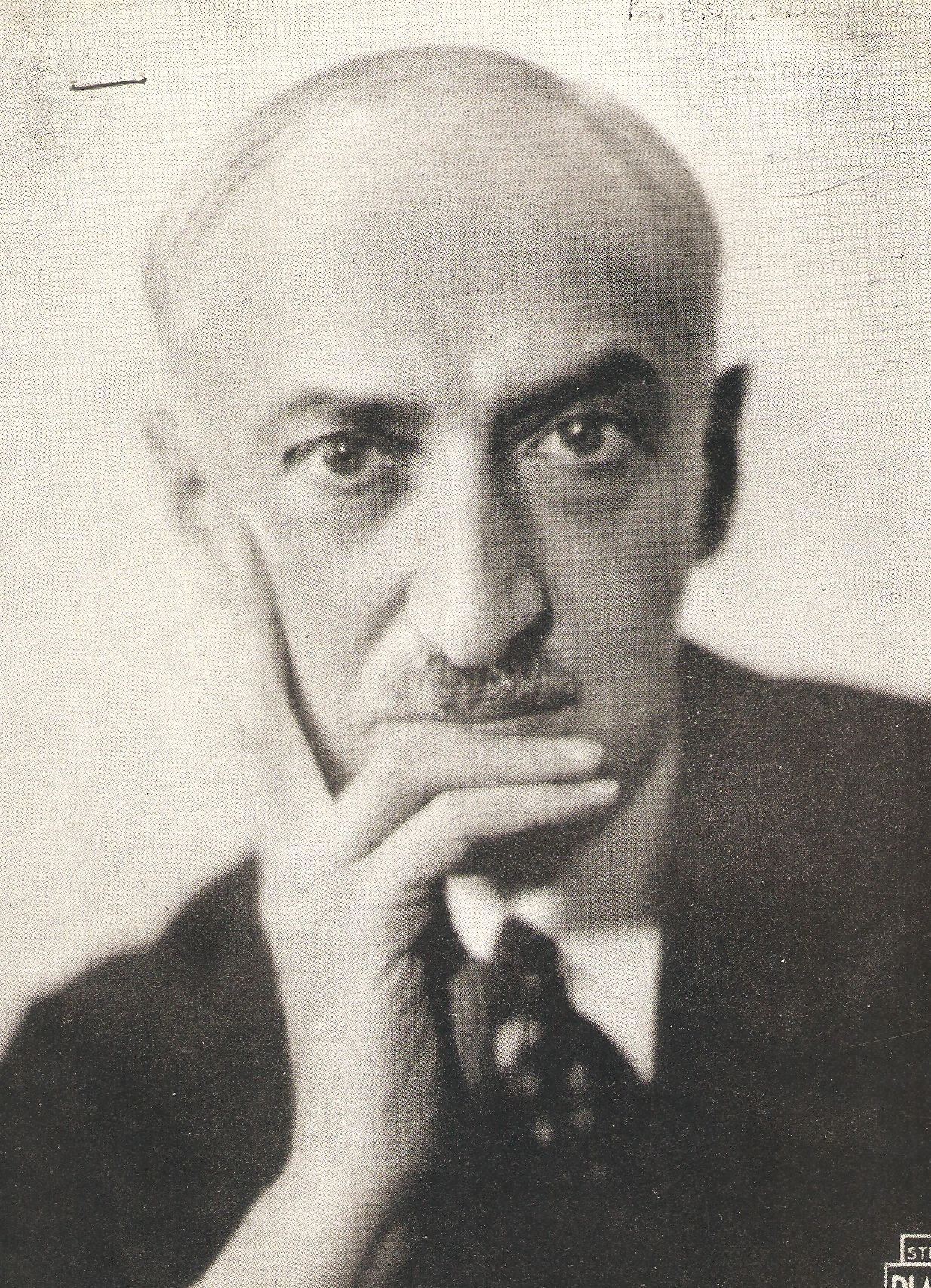
André Maurois

- Émile-Henry Tielemans [sic], Les ex-libris d'Émile-Henry Tielemans, cinq recueils de gravures originales (dont les ex-libris de Marcel Wyseur, Jeanne Goosemans, Fernand Scouflaire, Émile-Henry Tielemans lui-même), toutes signées au crayon, Biblion, Bruxelles, 1921[14].
- P. Poirier, Six poèmes, six bois gravés d'Émile-Henry Tielemans, Biblion, Bruxelles, 1921.
- Paul Avort, Les sérénades de la drôlesse, illustrations d'Émile-Henry Tielemans, Éditions L'Essor belge, 1922.
- Maurice Maeterlinck, La Princesse Maleine, bois gravés d'Émile-Henry Tielemans, Société de bibliophilie « Les Cinquante », Bruxelles, 1923.
- Jean Émile Laboureur, Considérations sur la gravure originale, burins de décorations d'Émile-Henry Tielemans, cent quinze exemplaires numérotés, La gravure originale belge, Bruxelles, 1928 (exemplaire en ligne).
- Maurice de Laborderie, Aspects pittoresques du vieux Limoges, gravures sur bois d'Émile-Henry Tilmans, L'Imagerie française, Limoges, 1945.
- Maurice de Laborderie, Cirque, vingt-quatre gravures sur bois d'Émile-Henry Tilmans, L'Imagerie française, Limoges, 1946.
- Émile-Henry Tilmans, Aspects du vieux Rouen, texte et vingt-cinq gravures sur bois d'Émile-Henry Tilmans, L'Imagerie française, Limoges, 1946.
- André Maurois, Rouen dévasté, eaux-fortes et lithographies d'Émile-Henry Tilmans, Société normande des amis du livre / Imprimerie Lecerf, Rouen, 1947.
- Marcel Provence, Belle Provence, vingt-huit gravures sur bois par Émile-Henry Tilmans, deux cents exemplaires numérotés, Ophrys, Gap, 1947.
- Pierre-René Wolf, Rouen, poèmes d'exil, illustrations d'Émile-Henry Tilmans, Éditions H. Defontaine, Rouen, 1947.
- Alexandre Kouprine, Olessia, la jeune sorcière, illustrations d'Émile-Henry Tilmans, L'Amitié par le livre, 1951.
- Marcel Pédoja, Flamme rouge, illustrations d'Émile-Henry Tilmans, L'Amitié par le livre, 1951.
- Léon Tolstoï (préface et traduction de Théodore de Wyzewa), Hadj Mourad, illustrations d'Émile-Henry Tilmans, L'Amitié par le livre, 1951.
- Pechon de Ruby, La vie généreuse des mercelots, gueux et bohémiens, contenant leur façon de vivre, subtilités et jargon - Mis en lumière par M. Pechon de Ruby, ayant été avec eux en ses jeunes ans, où il a exercé ce beau métier, eaux-fortes d'Émile-Henry Tilmans, édité par l'artiste, Rouen, 1952.
- Jehan Le Povremoyne, En passant par la Normandie, illustrations d'Émile-Henry Tilmans, Éditions des Provinces françaises, Paris, 1953.
- Roger Parment, Bestiaire fantasque, trente poèmes en prose commentant trente bois gravés d'Émile-Henry Tilmans, sept cents exemplaires numérotés, édité par Émile-Henry Tilmans, Rouen, 1956.

### Écrits de Tilmans
- André Lhote, František Kupka, Jean-Gabriel Daragnès, co-écrit avec Maximilien Gauthier et Bernard Nebout, Éditions de la Société des artistes rouennais et de Normandie / Les Affiches normandes, 1949.
- Émile Baes - Adrien Segers, Éditions du Salon des artistes rouennais / Imprimerie du Journal de Rouen, 1951.
- Porcelaines de France, préf. de Fernand Guey, Éditions des Deux Mondes, 1953.
- Faïences de France, préf. de Fernand Guey, Éditions des Deux Mondes, 1954.
- Le bijou, Flammarion, 1961.

## Expositions

### Expositions collectives
- Exposition générale des beaux-arts (salon triennal), Bruxelles, 1914.
- Exposition de peintres belges et normands pour leurs mutilés, Musée des beaux-arts de Rouen, novembre 1916 - janvier 1917[12].
- La gravure belge depuis cinquante ans, Maison des maîtres-graveurs contemporains, Paris, mai-juin 1923[15].
- Salon de la Société de la gravure originale en noir, Paris, 1923, 1925, 1926, 1928[10].
- La gravure originale belge, Musée du livre, Bruxelles (février 1924, novembre décembre 1924), Cercle des beaux-arts de Tournai (avril 1925), galerie du Journal de la Meuse, Liège (novembre-décembre 1925)[8], Maison des œuvres sociales, Bordeaux (mars 1926)[16], Palais des expositions, Lyon (décembre 1928)[10].
- Exposition de gravures originales contemporaines, Société des artistes rouennais et de Normandie, Musée des beaux-arts de Rouen, 1950.

### Expositions personnelles
- Galerie-librairie du port, Rouen, 1959[17].
- Christian Denesle, commissaire-priseur, Vente de l'atelier Émile-Henry Tilmans, Rouen, 2005.

## Réception critique
- « Tilmans est certainement celui des peintres actuels que le cirque a le mieux inspirés par son mystère, sa surréalité, son fantastique. Dès 1946, il publiait un recueil de vingt-quatre gravures sur bois, rehaussées de pochoir, sous le titre de Cirque. Dans certaines de ces compositions, le peintre reste très objectif devant l'objet ou le pittoresque du cirque. Dans d'autres atteignant à un chromatisme pictural, il poursuit une re-création, évoquant un monde n'ayant avec la réalité que des attaches ténues comme un fil d'Ariane. Et ces toiles-là sont celles qui appartiennent le mieux, par leur perfection, au fantastique du cirque. » - Tristan Rémy[17]
- « On reconnaît son métier de graveur védutiste des vieilles cités  et d'illustrateur dans la construction rigoureuse de ses compositions florales, dans ses paysages de Normandie solidement charpentés. » - Gérald Schurr[18]

## Conservation

### Belgique
- Cabinet des estampes de la Bibliothèque royale de Belgique, Bruxelles.
- Cabinet des estampes du Musée de Louvain-la-Neuve.

### France
- Département des estampes et de la photographie de la Bibliothèque nationale de France, Paris.
- Cabinet des estampes du château de Pau.
- Cabinet des estampes de la bibliothèque de la ville de Rouen.
- Musée des beaux-arts de Rouen, La dame à la violette, peinture, 1916[12].

### Royaume-Uni
- British Museum, Londres, premier recueil de gravures originales du groupe de la Gravure originale belge, 1924[9].